# Cadeaux de salutation
Les cadeaux de salutation (Šulmānī) étaient des cadeaux, ou des présents échangés entre les rois, et les souverains de la correspondance des lettres d'Amarna de 1350-1335 avant notre ère. Ils sont remarquables dans le corpus de 382 lettres pour la variété des cadeaux, ainsi que l'implication des individus échangeant les cadeaux.
Les cadeaux de salutation étaient des « offrandes de paix » entre les souverains, et étaient fonction des intrigues, des relations entre pays et politiques, ou des relations régionales entre pays et royaumes.
Un exemple de discussion d'un échange de cadeaux de salutation se trouve chez l'un des auteurs des lettres d'Amarna, Zita (prince hittite). La lettre EA 44 est présentée comme un exemple de l'utilisation de ce terme.
D'autres échanges notables de cadeaux de salutation ont eu lieu avec Tushratta de Mittani, en Assyrie, le roi d'Ugarit (lettre EA 49, par Niqmaddu II), et le roi de Babylone.